# اوی‌سنت‌مارگیتا
اوی‌سنت‌مارگیتا (به مجاری:  Újszentmargita) یک منطقهٔ مسکونی در مجارستان است که در ناحیه بالمازاوی‌واروش واقع شده‌است. اوی‌سنت‌مارگیتا ۹۶٫۲۲ کیلومتر مربع مساحت و ۱٬۵۹۱ نفر جمعیت دارد.